# Шанго
Шанго е един от най-познатите богове в пантеона на митологията на йоруба.
Шанго е бог (ориша, според терминологията на йоруба), на гръмотевиците и мълниите, на лова и грабежите, на музиката и танците. Син е на бога на въздуха Орунган и богинята Жемая (Жемодия), брат е на Огун. Той живее в облаците, в огромен сияещ меден дворец, има голяма свита и много коне. Представян е като силен, свадлив, стремящ се към спорове и войни, от които винаги излиза победител. Често от устата му излизали пламъци. Постъпките му са жестоки, но все пак е полезен за хората и реколтата поради дъжда, който причинява. Когато удари по земята, от нея бликва вода.
Йоруба вярвали, че за нарушение на клетва или лъжа Шанго наказва с гръм. Поради това домовете, ударени от гръм, били разграбвани от жреците и от почитателите на бога, а хората, убити от гръмотевица, не били погребвани, тъй като се смятало, че още са нужни на Шанго. Върху тези, които го разгневят, Шанго хвърлял и камъни (Едно от имената му е „Хвърлящият камъни“). Хвърлените от него камъни се пазели и почитали като свещени.
Слугите на бога са Афефе (вятъра) и Ошумаре (дъгата), която според една от версиите носи вода от земята в небесния дворец на Шанго. Жените му са Оя, богиня на река Нигер; Ошун, богиня на р. Ошун, и Оба, богиня на р. Оба. Обикновено Шанго се изобразява стоящ, въоръжен с лък и меч или яхнал огнен жребец, държащ чука на бурите. И в двата случая богът е обкръжен от жените си.
Според някои митове, приемани за по-късни, Шанго е син на бог Оранян, брат на Орунган и в началото е бил древен цар и магьосник в града-държава Ойо. Бил велик воин, който непрестанно водил войни и грабел съседите си. На поданиците обаче им омръзнало и изпратили пратеници при Шанго да го уведомят, че искат цар, който да им носи храна, а не роби. Огорченият и уморен владетел, въпреки огромната си магическа сила, с която можел да накаже своите поданици, се оттеглил в гората, където се обесил. От неговия гроб израснали вериги, по които той се покатерил до небето.
Обикновено жертвите, които се принасяли на Шанго, били овни. Тези жертви се принасяли само от родовете, които се считали за негови потомци. Тържествата в чест на Шанго били през месец в йорубския календар (имащ 14, по-кратки месеци), отговарящ на ноември. Бедните празнували три дни, а богатите убивали много овни и устройвали празнества по три седмици.
Смята се, че от Шанго произхожда кралският род на държавата на йоруба Ойо. Шанго бил личен ориша на владетелите на Ойо. Според някои предания Шанго бил крал (алафин) на Ойо, който след смъртта си заживял в бронзов дворец на небето. Според една от версиите причина за края на неговия земен път била предизвикана от него мълния. Всички владетели на Ойо били коронясвани в храма на Шанго. Жреците в храма на Шанго имали значително влияние сред йоруба.
С разширяването на държавата Ойо след XVI век култът към Шанго се разпространил и в други части на териториите, обитавани от йоруба, като до голяма степен изместил култа към другия бог на гърма и мълниите – Джакута. Почитта към Шанго прониква и в Того и Дахомея.